# Държавно устройство на Аржентина
Аржентина е федеративна президентска република.

## Президент
От 1853 година, държавен глава на Аржентина е президентът, избиран на всеки 4 години.

## Законодателна власт
Законодателната власт в Аржентина е представена от двукамарен парламент.
Горната камара Националния конгрес, състоящ се от Сенат има 72 места.
Долната камара „Камарата на депутатите“ се състои от 257 места.